# Petersburgh (Nueva York)
Petersburgh es un pueblo ubicado en el condado de Rensselaer en el estado estadounidense de Nueva York. En el año 2000 tenía una población de 1,563 habitantes y una densidad poblacional de 15.5 personas por km².

## Geografía
Petersburgh se encuentra ubicado en las coordenadas 42°46′6″N 73°20′36″O / 42.76833, -73.34333.

## Demografía
Según la Oficina del Censo en 2000 los ingresos medios por hogar en la localidad eran de $45,909, y los ingresos medios por familia eran $49,125. Los hombres tenían unos ingresos medios de $35,500 frente a los $25,208 para las mujeres. La renta per cápita para la localidad era de $21,249. Alrededor del 9.8% de la población estaban por debajo del umbral de pobreza.